# 六物空満
六物 空満（ろくぶつ くうまん、享和元年（1801年） - 安政6年11月（1859年））は、幕末の尊皇攘夷派志士。森新吾の次男。幼名・龍蔵。六物は通称だが、後に姓として使った。
大和国葛城に生まれる。天文学や暦数学を修め、また和泉国堺の松浦南陽に医術を学ぶ。上洛して大覚寺門跡に仕え、療病院別当となる。嘉永6年（1853年）ペリー来航の際には朝廷の命によって攘夷の祈祷を行った。その後も尊攘派の志士たちと交流し、また近衛家老女の村岡や僧月照らとともに公卿への工作にも従事した。しかし安政5年（1858年）安政の大獄で幕府に逮捕されて江戸へ送られる。翌安政6年（1859年）占察祈祷を咎められて遠島刑と決まるも、間もなく獄中で病没した。享年59。
明治31年（1898年）贈正五位。小塚原回向院に墓石があるほか、奈良県御所市名柄の竜正寺に墓があるともされる。